# Bubanza
Bubanza est une ville, capitale éponyme de la province de Bubanza, située au nord-ouest du Burundi.
Bubanza est également le siège de la commune de Bubanza. La ville de Bubanza est repartie en quatre zones clairement identifiables: une zone administrative où sont implantés presque tous les bureaux des services œuvrant dans la province (Cabinet du Gouverneur, DPAE, BPEAE, Tribunal de Grande Instance, Parquet, OBR, Bureau régional de la Fonction Publique, Bureau Provincial de l'Urbanisme, etc.); une zone commerciale où se trouvent le marché de Bubanza, les magasins, une banque commerciale (Inter Bank Burundi), deux institution de microfinance (MUTEC et Tujane), etc. ; une zone résidentielle communément appelé Kizungu où vivent les cadres de la province et les gens de niveau élevé et une zone populaire où vivent les gens moyens (Centre ville, Shari, Giko, Matonge, Ruvumvu, Ciya, Giko, etc.)
Bubanza a aussi les communes comme Mpanda, Gihanga, Musigati, Bubanza, Rugazi.

## Géographie
La ville est située à une quarantaine de kilomètres au nord de Bujumbura.

## Histoire
Habitée dès l’époque de l’Urundi, la ville est affectée par la guerre civile burundaise.

## Politique
La ville est le chef-lieu de la province de Bubanza, à laquelle elle donne son nom,. Parmi les personnalités politiques Burundais, on y retrouve le Président de l'Assemblée Nationale, Nyabenda Pascal, l'ancien deuxième vice-président de la République Gabriel Ntisezerana ou encore les anciens du CNDD-FDD comme l'ancien Colonel Manassé Nzobonimpa.
Parmi les Jeunes entrepreneurs et reconnus pour leur contribution pour le développement durable et la protection de l'environnement, on y retrouve Emmanuel Niyoyabikoze, fondateur de l'organisation Greening Burundi.

## Société

### Démographie
En 2008, la commune de Bubanza comptait 83 678 habitants.

### Religion
Bubanza abrite la cathédrale du Christ-Roi, siège du diocèse de Bubanza, créé le 7 juin 1980.